# L'inganno (film 1981)
L'inganno (Die Fälschung) è un film del 1981 diretto da Volker Schlöndorff.

## Trama
Un giornalista tedesco lascia il suo tranquillo lavoro e si fa mandare a Beirut nel mezzo della guerra civile, dove si rende conto che la falsificazione è la norma.

## Critica
«il dramma di un giornalista... dove è impossibile dividere i buoni dai cattivi e schierarsi... Ma questa difficoltà ritorna anche nella regia, che fonde (e confonde) finzione e documentario.» ** 